# Aktywator (elektronika)
Aktywator - (serwomechanizm) elektromechaniczny układ konwersji sygnałów elektrycznych na ruch. Konwersja taka odbywa się zwykle z wykorzystaniem zjawisk magnetycznych, piezoelektrycznych, magnetostrykcyjnych, elektrostrykcyjnych itp. 
Przykłady aktywatorów:
- silnik elektryczny,
- elektromagnes,
- piezoelektryk w polu elektrycznym,
- bimorf itp.

Aktywator współpracujący z sensorem w ramach jednej zwartej struktury nazywa się często materiałem inteligentnym (ang. smart material).